# Thanh Xương
Thanh Xương là một xã thuộc huyện Điện Biên, tỉnh Điện Biên, Việt Nam.

## Địa lý
Xã Thanh Xương có vị trí địa lý:
- Phía đông giáp huyện Điện Biên Đông
- Phía tây giáp xã Thanh Yên và xã Thanh Chăn
- Phía nam giáp xã Thanh An
- Phía bắc giáp thành phố Điện Biên Phủ.

Xã Thanh Xương có diện tích 19,11 km², dân số năm 2022 là 8.353 người,  mật độ dân số đạt 437 người/km².

## Hành chính
Xã Thanh Xương được chia thành 12 bản: Bánh, Bôm La 1, Bồ Hóng, Huổi Hốc, Noong Nhai 1, Noong Nhai 2, Pá Cấu, Pá Luống, Pú Tỉu 1, Pú Tỉu 2 (Đội 14), Ten A, Ten B và 10 thôn: C9, Đội 4B, Đội 7, Đội 9, Đội 10, Đội 17, Đội 18, Đội C17, Đội Chăn Nuôi 2, Thanh Đông.

## Lịch sử
Ngày 22 tháng 12 năm 1997, Chính phủ ban hành Nghị định số 117/1997/NĐ-CP về việc thành lập thị trấn Mường Thanh trên cơ sở 356,25 ha diện tích tự nhiên và 5.276 nhân khẩu của xã Thanh Xương.
Sau khi điều chỉnh địa giới hành chính, xã Thanh Xương có 1.843,75 ha diện tích tự nhiên và 4.256 nhân khẩu.
Ngày 10 tháng 7 năm 2019, HĐND tỉnh Điện Biên ban hành Nghị quyết số 116/NQ-HĐND về việc:
- Thành lập Đội C17 trên cơ sở 3 đội: C17A, C17B, C17C.
- Thành lập Thôn 9C trên cơ sở 3 đội: C9A, C9B, C9C.
- Đổi tên bản Pú Tửu A thành bản Pú Tỉu 1.
- Đổi tên bản Pú Tửu B thành bản Pú Tỉu 2.